# Liphistius laruticus
Espèce
Liphistius laruticus est une espèce d'araignées mésothèles de la famille des Liphistiidae.

## Distribution
Cette espèce est endémique du Perak en Malaisie péninsulaire,.

## Description
Le mâle holotype mesure 20,9 mm et la femelle paratype 22,4 mm.

## Étymologie
Son nom d'espèce lui a été donné en référence au lieu de sa découverte, le Bukit Larut.

## Publication originale
- Platnick, Schwendinger & Steiner, 1997 : Three new species of the spider genus Liphistius (Araneae, Mesothelae) from Malaysia. American Museum Novitates, no 3209, p. 1-13 (texte intégral).